# 岷倫洛教堂
岷伦洛教堂（英語：Binondo Church）, 亦称“李乐伦圣殿”、“圣母玫瑰堂”，是一座位于菲律宾国马尼拉市岷伦洛区的基督教堂，它的前面即是李乐伦广场。1596年，该教堂由圣道明的神父规划建设，以方便中国信徒从事有关宗教活动。最初的建筑物在1762年时遭到英国军队的轰击而损毁。1852年，新的花岗岩结构的教堂在原址重建，但又在二战时期被严重损毁，只留下了西面的建筑物和八角形的钟塔。如今，该教堂的建筑主要是在1946年至1971年期间修建的。
拥有中菲血统的圣徒李乐伦在此接受了训练，后来被派遣到日本并在那里因坚持信仰而遇害。李乐伦是菲律宾国的第一位圣人并在1987年受封此称号。教堂前陈列着大型的殉道者雕像。
以不同语言（包括漢語普通话、闽南语、他加禄语和英语）进行的弥撒在此定期举办。

## 图集

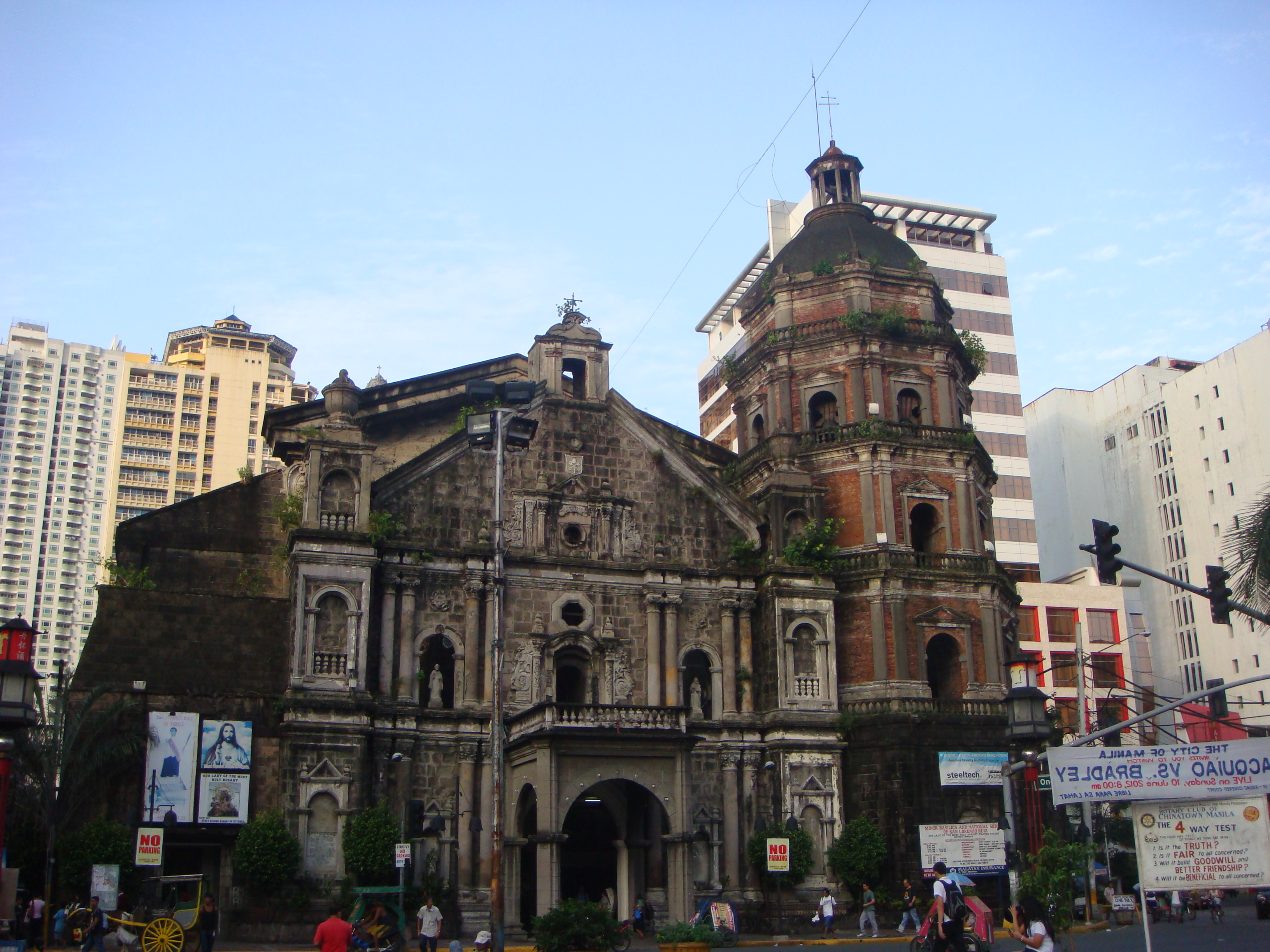
外景
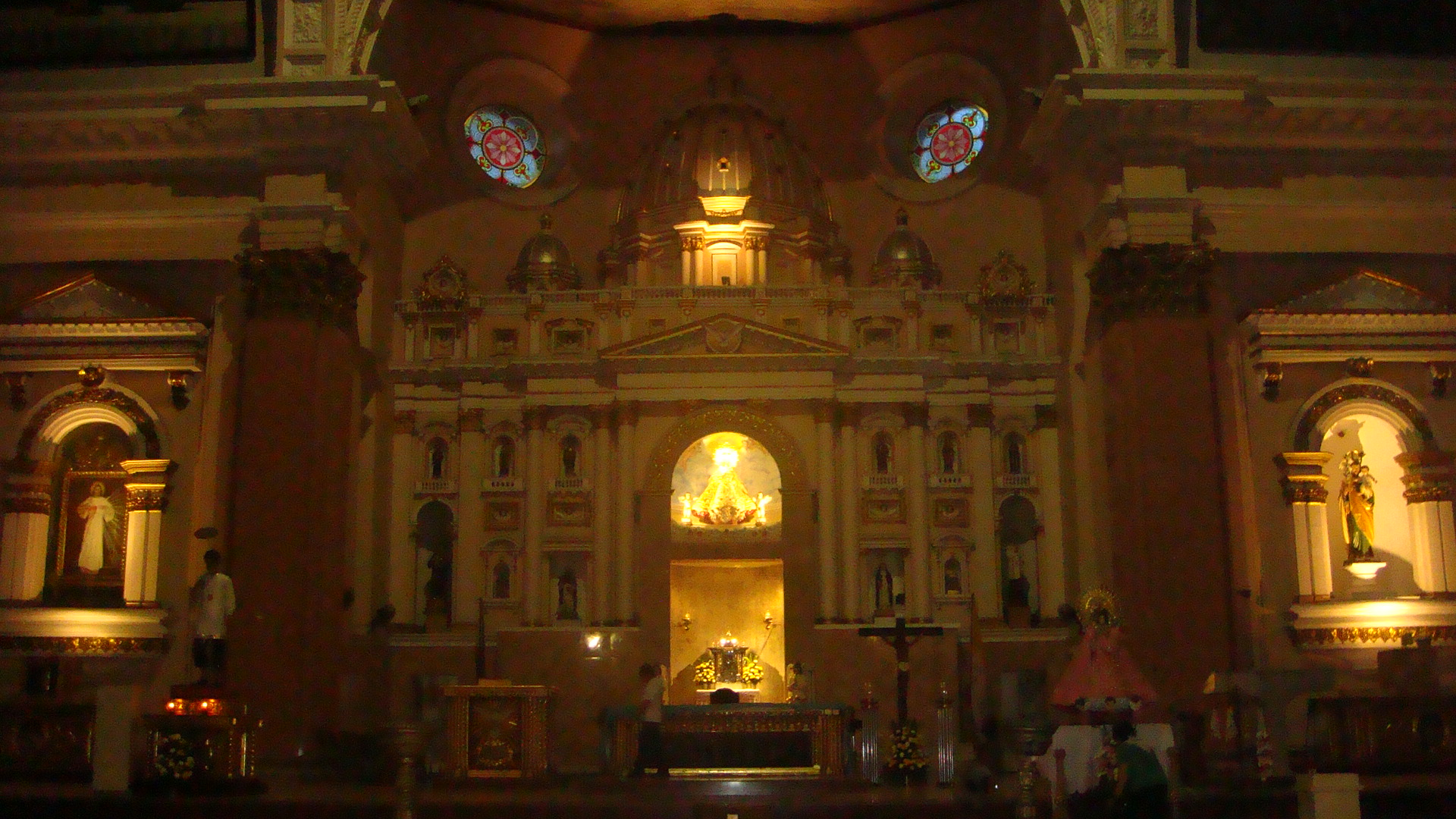
圣坛
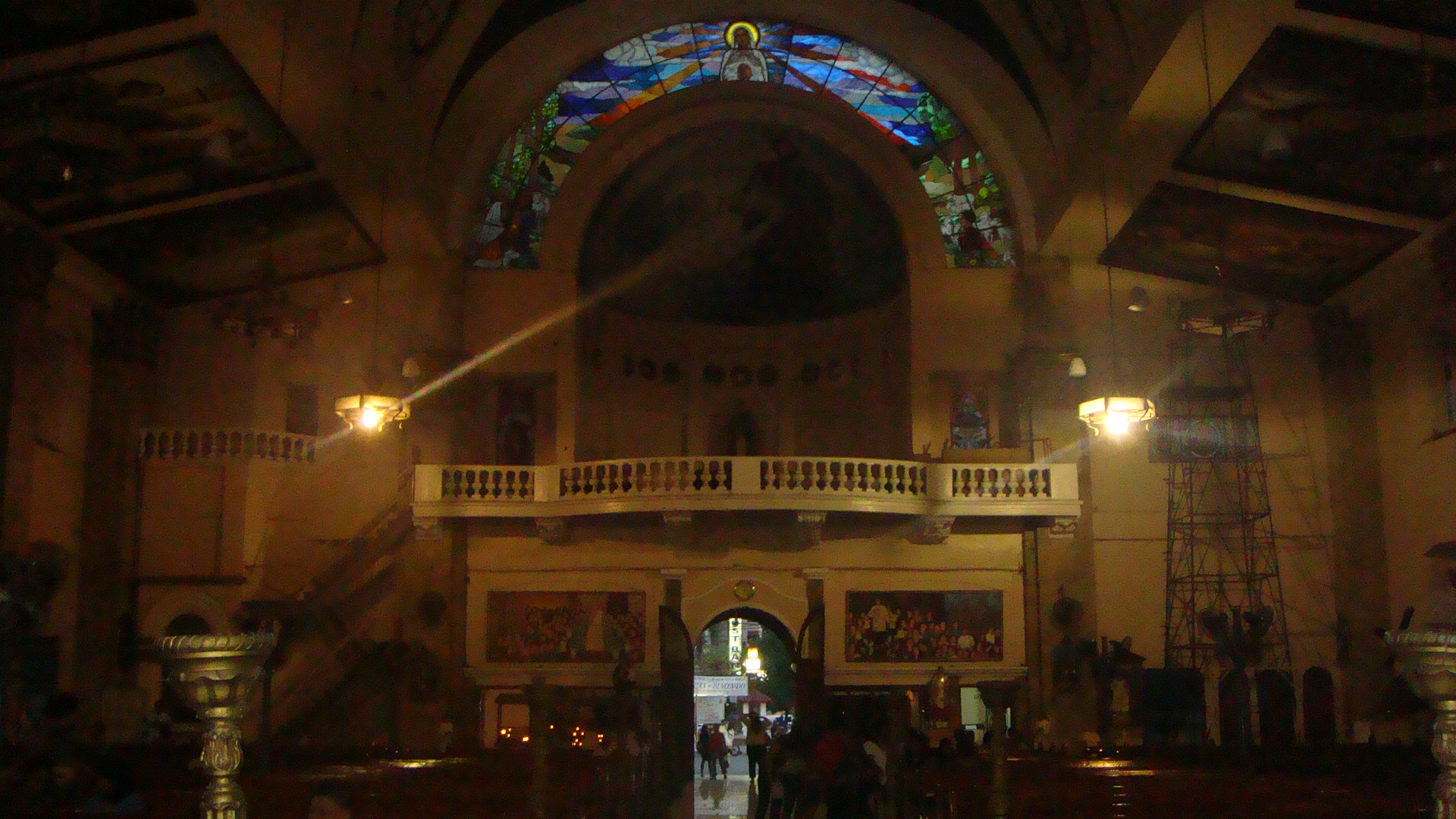
内景
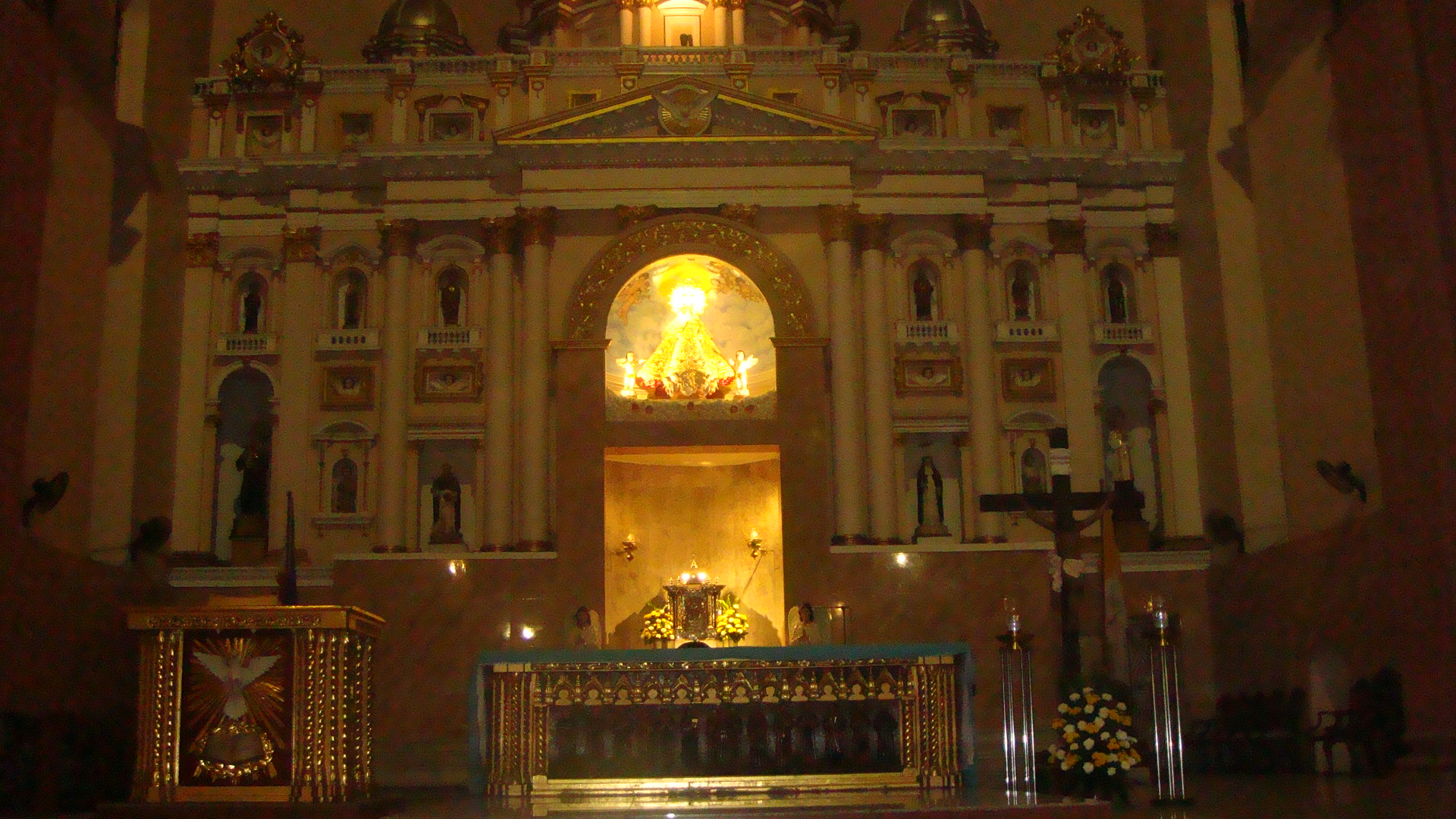